# So. Central Rain (I'm Sorry)
«So. Central Rain (I'm Sorry)» es un sencillo de la banda estadounidense de rock alternativo R.E.M., y la tercera canción de su segundo álbum de estudio, Reckoning, lanzado en 1984. La canción fue presentada sin nombre, antes del lanzamiento del disco, en el programa Late Night with David Letterman, la cual fue la primera aparición en televisión nacional del grupo. Fue lanzada como su primer sencillo, y a pesar de fallar en las listas del Reino Unido y en los Mainstream Rock Tracks, llegó al puesto #85 en los Estados Unidos. Fue colocada como la novena canción en la compilación And I Feel Fine... The Best of the I.R.S. Years 1982-1987.

## Canciones

### Estados Unidos, Reino Unido y Canadá (Vinilo de 7")
7:32
1. So. Central Rain (I'm Sorry)
2. King of the Road

### Reino Unido y Holanda (Vinilo de 12")
10:21
1. So. Central Rain (I'm Sorry)
2. Voice of Harold
3. Pale Blue Eyes
- Datos: Q1421663